# Francisco Alomar

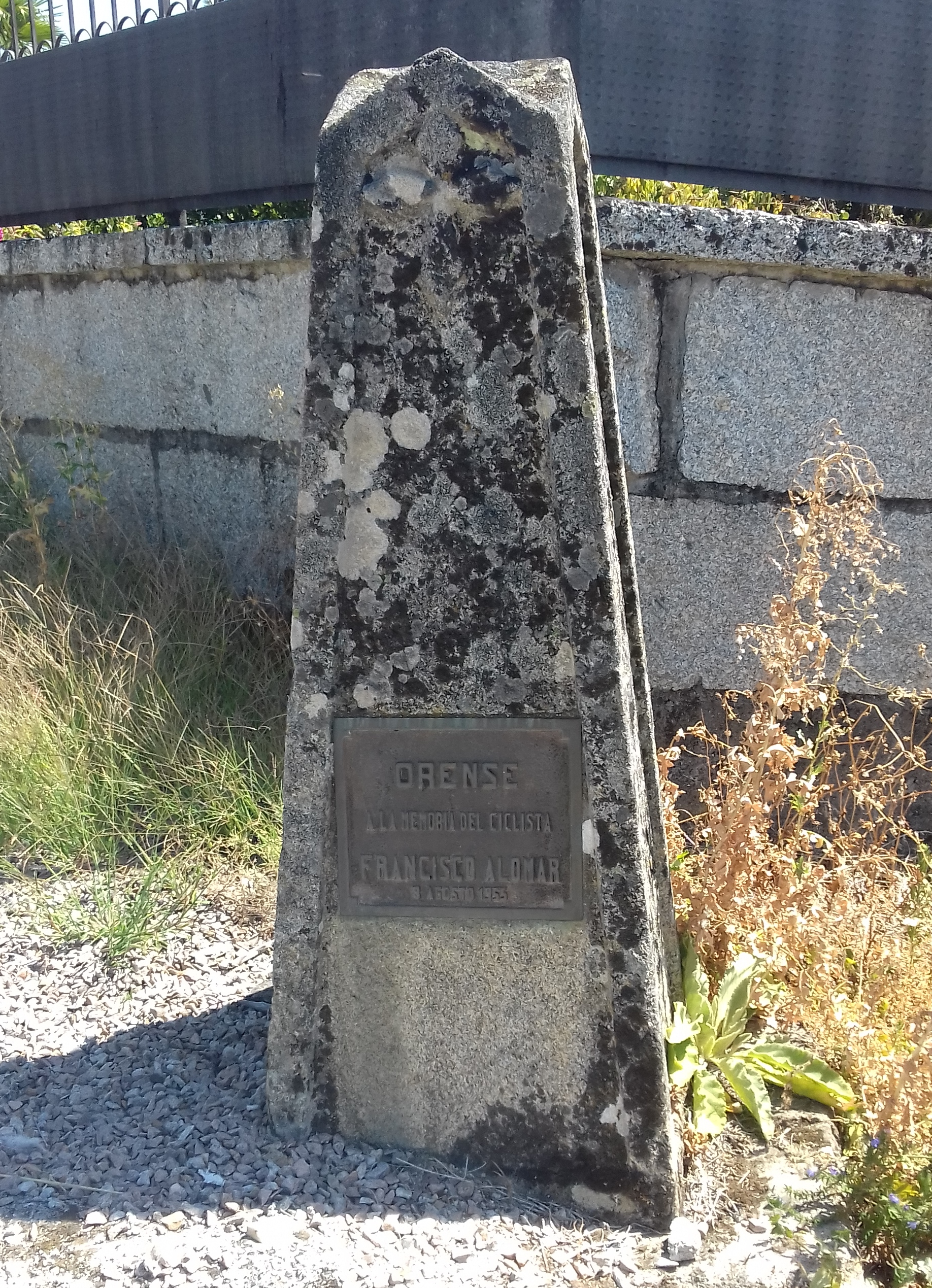
Gedenkstein für Alomar am Ort seines tödlichen Unfalls in Orense.

Francisco Alomar (* 23. Dezember 1928 in Sineu, Mallorca; † 9. August 1955 in Orense) war ein spanischer Radrennfahrer und nationaler Meister im Radsport.

## Sportliche Laufbahn
Von 1952 bis 1955 war er Berufsfahrer, nachdem er 1951 als Unabhängiger Radrennen bestritten hatte. Sein erster Erfolg als Profi war der Gewinn der Trofeo Masferrer 1952. 1953 gewann er eine Etappe der Katalonien-Rundfahrt und wurde Dritter der nationalen Meisterschaft im Straßenrennen hinter dem Sieger Francisco Masip. In der Saison 1954 siegte er in der Aragon-Rundfahrt, in den Eintagesrennen Trofeo Borras, Barcelona–Vilade und er gewann eine Etappe der Asturien-Rundfahrt. Im Rennen der UCI-Straßen-Weltmeisterschaften 1954 wurde er beim Sieg von Louison Bobet als 12. klassiert. 1955 gewann er den nationalen Meistertitel im Bergrennen sowie eine Etappe der Levante-Rundfahrt. Die Tour de France bestritt er 1954 (31. Platz), 1955 schied er aus. In der Vuelta a España 1955 wurde er 44. der Gesamtwertung.
Im August 1955 verunglückte er bei einer Trainingsausfahrt tödlich.

## Familiäres
Francisco Alomar war der ältere Bruder des Radrennfahrers Jaime Alomar.